# Mario Basiola (1935-1996)
Ne pas confondre avec son père, Mario Basiola (1892-1965).
Mario Basiola, né le 1er septembre 1935 à Highland Park (Illinois) et mort le 22 octobre 1996 à Rome, est un baryton.

## Biographie
Mario Basiola naît le 1er septembre 1935 à Highland Park (Illinois). Fils du baryton Mario Basiola, il est formé par son père et à l'école d'opéra La Fenice de Venise.
Mario Basiola meurt le 22 octobre 1996 à Rome.

## Discographie
- 1963 - Puccini : Gianni Schicchi : Marco[2]
- 1963 - Puccini : La Bohème : Schaunard[2]
- 1964 - Donizetti : Don Pasquale : Malatesta[2]
- 1964 - Cilea : Adriana Lecouvreur : Michonnet[2]
- 1964 - Puccini : La rondine : Périchaud[2]